# Blanco, seigneur des prairies
Pour les articles homonymes, voir Wild Horse Mesa.
Pour plus de détails, voir Fiche technique et Distribution.
Blanco, seigneur des prairies (Wild Horse Mesa) est un film américain réalisé par Henry Hathaway, sorti en 1932.

## Synopsis
Le hors-la-loi Rand cherche à voler des chevaux de la réserve indienne pour les placer dans un corral entouré de barbelés. Le cowboy Chane Weymer en fait sauter la barrière et prévient Rand de ne plus voler les Indiens. Intimidé, Rand s'en va, mais un jeune poulain s'est pris dans les barbelés et est mort, ce qui a rendu furieux son père, "Panquitch" (le "Blanco" du titre français), à la tête des chevaux sauvages. Rand implique Ma "La Générale" Melberne, propriétaire du magasin général, dans ses plans pour capturer les chevaux, mais sans lui dire que c'est illégal, ni qu'ils vont être parqués entre des barbelés. Cette nuit-là, le frère de Chane, Bent, ferme le magasin mais est assommé par Rand et ses hommes, qui volent le contenu du coffre en faisant croire que c'est Bent le coupable. Plus tard, sans montrer son visage, Chane jette de l'argent à l'intérieur du magasin et se dénonce, mais il réussit à échapper au shérif. Le même soir, il retourne au magasin et parle avec Sandy, la fille de Ma, qui est amoureuse de Bent, et ils trouvent un morceau de crosse de revolver. "La Générale" vend son magasin, et, avec son frère, Sam Bass, Sandy et Bent, ils rejoignent Rand pour la capture des chevaux. Dans le désert, Sandy regarde Chane essayer de capturer Panquitch, mais lorsqu'il voit qu'elle peut être prise dans une débandade du troupeau, il abandonne Panquitch pour la secourir. Comme elle s'est blessée à la cheville, il l'emmène dans un camp indien où elle passe la nuit. Chane retourne avec elle au camp de Rand le lendemain, et est attristé de découvrir que Bent et Sally sont fiancés, mais il reste au camp jusqu'à la nuit. Pendant ce temps, Rand essaye de pousser Bent contre son frère, et prévoit de tuer Chane et de cacher une partie de l'argent volé sur lui. Chane reconnaît le morceau manquant à la crosse de l'arme de Rand, et ils se battent. Rand est prisonnier des barbelés, alors que ses hommes, qui ne sont pas au courant de sa situation, conduisent le troupeau vers lui. Rand arrive à se libérer, mais Panquitch le poursuit jusqu'à ce qu'il tombe d'une falaise et se tue. Plus tard, les Indiens donnent Panquitch en cadeau à Chane, mais il le libère après que Sally lui a promis de l'épouser si Panquitch peut retourner vers sa jument.

## Fiche technique
- Titre : Blanco, seigneur des prairies
- Titre original : Wild Horse Mesa
- Réalisation : Henry Hathaway
- Scénario : Harold Shumate et Frank Howard Clark d'après un roman de Zane Grey
- Photographie : Arthur L. Todd
- Musique : John Leipold
- Production : Harold Hurley
- Société de production : Paramount Publix Corporation
- Société de distribution : Paramount Publix Corporation
- Pays d'origine : États-Unis
- Format : Noir et blanc - 1,37:1 - Mono
- Genre : western
- Durée : 65 minutes
- Date de sortie :
  - États-Unis : 25 novembre 1932

## Distribution
- Randolph Scott : Chane Weymer
- Sally Blane : Sandy Melberne
- Fred Kohler : Rand
- Lucille La Verne : Ma Melberne
- Charley Grapewin : Sam Bass
- James Bush : Bent Weymer
- Jim Thorpe : Chef indien
- Gabby Hayes : Slack